# Cazaquistão nos Jogos Olímpicos de Inverno de 2006
O Cazaquistão mandou 56 competidores para os Jogos Olímpicos de Inverno de 2006, em Turim, na Itália. A delegação não conquistou nenhuma medalha.

## Desempenho

### Biatlo
| Atleta               | Evento                | Final     | Final    | Final    |
| Atleta               | Evento                | Tempo     | Pen.     | Pos.     |
| -------------------- | --------------------- | --------- | -------- | -------- |
| Alexsandr Chervyhkov | Individual masculino  | 29:27.1   | 2        | 57       |
| Alexsandr Chervyhkov | Perseguição masculino | 43:28.44  | 8        | 53       |
| Alexsandr Chervyhkov | Individual masculino  | 1:03:56.4 | 6        | 73       |
| Anna Lebedeva        | Velocidade feminino   | 25:21.8   | 2        | 52       |
| Anna Lebedeva        | Perseguição feminino  | +1 volta  | +1 volta | +1 volta |
| Anna Lebedeva        | Individual feminino   | 56:46.5   | 4        | 49       |

### Esqui alpino
| Atletas           | Evento                   | Final      | Final      | Final      | Final   | Final |
| Atletas           | Evento                   | 1ª Corrida | 2ª Corrida | 3ª Corrida | Total   | Pos.  |
| ----------------- | ------------------------ | ---------- | ---------- | ---------- | ------- | ----- |
| Vera Eremenko     | Slalom gigante feminino  | 50.73      | 55.27      |            | 1:46.00 | 47    |
| Vera Eremenko     | Slalom feminino          | 1:10.32    | 1:19.43    |            | 2:29.75 | 36    |
| Victor Ryabchenko | Slalom gigante masculino | 1:29.52    | 1:31.14    |            | 3:00.66 | 33    |
| Victor Ryabchenko | Slalom masculino         | DNF        | DNF        | DNF        | DNF     | DNF   |

### Esqui cross-country
| Atleta                                                                         | Evento                           | Preliminares | Preliminares | Quartas     | Quartas     | Semifinal   | Semifinal   | Final       | Final |
| Atleta                                                                         | Evento                           | Total        | Pos.         | Total       | Pos.        | Total       | Pos.        | Total       | Pos.  |
| ------------------------------------------------------------------------------ | -------------------------------- | ------------ | ------------ | ----------- | ----------- | ----------- | ----------- | ----------- | ----- |
| Elena Antonova                                                                 | Clássico feminino                |              |              |             |             |             |             | 31:04.4     | 42    |
| Nikolay Chebotko                                                               | Velocidade individual masculino  | 2:21.23      | 35           | Não avançou | Não avançou | Não avançou | Não avançou | Não avançou | 35    |
| Sergey Cherepanov                                                              | Velocidade individual masculino  | 2:26.48      | 55           | Não avançou | Não avançou | Não avançou | Não avançou | Não avançou | 55    |
| Dmitrij Eremenko                                                               | Clássico masculino               |              |              |             |             |             |             | 40:42.8     | 30    |
| Dmitrij Eremenko                                                               | Perseguição combinada masculina  |              |              |             |             |             |             | 1:22:09.9   | 44    |
| Andrey Golovko                                                                 | Clássico masculino               |              |              |             |             |             |             | 40:58.0     | 37    |
| Andrey Golovko                                                                 | Perseguição combinada masculina  |              |              |             |             |             |             | 1:19:34.3   | 29    |
| Andrey Golovko                                                                 | Largada coletiva masculina       |              |              |             |             |             |             | 2:07:19.6   | 29    |
| Natalya Issachenko                                                             | Clássico feminino                |              |              |             |             |             |             | 31:04.4     | 42    |
| Natalya Issachenko                                                             | Largada coletiva feminina        |              |              |             |             |             |             | 31:04.4     | 42    |
| Natalya Issachenko                                                             | Velocidade individual feminino   | 2:21.22      | 45           | Não avançou | Não avançou | Não avançou | Não avançou | Não avançou | 45    |
| Oxana Jatskaja                                                                 | Perseguição combinada feminina   |              |              |             |             |             |             | 46:57.0     | 41    |
| Oxana Jatskaja                                                                 | Largada coletiva feminina        |              |              |             |             |             |             | 1:25:30.5   | 15    |
| Oxana Jatskaja                                                                 | Velocidade individual feminino   | 2:22.12      | 46           | Não avançou | Não avançou | Não avançou | Não avançou | Não avançou | 46    |
| Elena Kolomina                                                                 | Perseguição combinada feminina   |              |              |             |             |             |             | 45:44.1     | 25    |
| Elena Kolomina                                                                 | Largada coletiva feminina        |              |              |             |             |             |             | 1:26:06.4   | 19    |
| Elena Kolomina                                                                 | Velocidade individual feminino   | 2:22.12      | 46           | Não avançou | Não avançou | Não avançou | Não avançou | Não avançou | 46    |
| Andrey Kondroschev                                                             | Perseguição combinada masculina  |              |              |             |             |             |             | 1:25:51.4   | 60    |
| Andrey Kondroschev                                                             | Largada coletiva masculina       |              |              |             |             |             |             | 2:23:24.2   | 54    |
| Yevgeniy Koschevoy                                                             | Velocidade individual masculino  | 2:18.88      | 18 Q         | 2:20.7      | 3           | Não avançou | Não avançou | Não avançou | 14    |
| Denis Krivushkin                                                               | Largada coletiva masculina       |              |              |             |             |             |             | 2:08:05.3   | 37    |
| Svetlana Malahova-Shishkina                                                    | Clássico feminino                |              |              |             |             |             |             | 29:24.1     | 14    |
| Svetlana Malahova-Shishkina                                                    | Perseguição combinada feminina   |              |              |             |             |             |             | 44:00.0     | 12    |
| Svetlana Malahova-Shishkina                                                    | Largada coletiva feminina        |              |              |             |             |             |             | 1:30:41.5   | 40    |
| Maxim Odnovortsev                                                              | Clássico masculino               |              |              |             |             |             |             | 40:53.2     | 36    |
| Maxim Odnovortsev                                                              | Perseguição combinada masculina  |              |              |             |             |             |             | 1:17:09.6   | 9     |
| Maxim Odnovortsev                                                              | Largada coletiva masculina       |              |              |             |             |             |             | 2:06:23.4   | 13    |
| Alexey Poltaranin                                                              | Clássico masculino               |              |              |             |             |             |             | 41:09.7     | 39    |
| Yevgeny Safonov                                                                | Velocidade individual masculino  | 2:22.99      | 45           | Não avançou | Não avançou | Não avançou | Não avançou | Não avançou | 45    |
| Daria Starostina                                                               | Velocidade individual feminino   | 2:27.58      | 60           | Não avançou | Não avançou | Não avançou | Não avançou | Não avançou | 60    |
| Yevgeniya Voloshenko                                                           | Clássico feminino                |              |              |             |             |             |             | 30:47.1     | 40    |
| Yevgeniya Voloshenko                                                           | Perseguição combinada feminina   |              |              |             |             |             |             | 48:17.2     | 50    |
| Nikolay Chebotko Yevgeniy Koschevoy                                            | Velocidade por equipes masculino |              |              |             |             | 17:42.6     | 5 Q         | 17:25.1     | 6     |
| Oxana Jatskaja Elena Kolomina                                                  | Velocidade por equipes feminino  |              |              |             |             | 17:36.3     | 5 Q         | 17:42.8     | 9     |
| Andrey Golovko Dmitrij Eremenko Maxim Odnovortsev Yevgeniy Koschevoy           | Revezamento masculino            |              |              |             |             |             |             | 1:49:03.6   | 13    |
| Oxana Jatskaja Yevgeniya Voloshenko Elena Kolomina Svetlana Malahova-Shishkina | Revezamento feminino             |              |              |             |             |             |             | 57:52.9     | 13    |

### Esqui estilo livre
| Atleta                      | Evento           | Preliminar | Preliminar | Final       | Final |
| Atleta                      | Evento           | Pontos     | Pos.       | Pontos      | Pos.  |
| --------------------------- | ---------------- | ---------- | ---------- | ----------- | ----- |
| Dmitriy Reiherd             | Moguls masculino | 18.33      | 33         | Não avançou | 33    |
| Yuliya Rodionova            | Moguls feminino  | 16.76      | 28         | Não avançou | 28    |
| Darya Vladimirovna Rybalova | Moguls feminino  | 18.70      | 25         | Não avançou | 25    |

### Hóquei no gelo
| Equipe | Evento    | Fase de grupos           | Fase de grupos | Quartas           | Semifinal         | Final             | Pos.        |
| Equipe | Evento    | Adversário Placar        | Pos.           | Adversário Placar | Adversário Placar | Adversário Placar | Pos.        |
| --- | --------- | ------------------------ | -------------- | ----------------- | ----------------- | ----------------- | ----------- |
| Vitaliy Yeremeyev Vitaly Kolesnik Kirill Zinovyev Vladimir Antipin Artyom Argokov Yevgeniy Blokhin1 Alexey Koledayev Oleg Kovalenko Yevgeniy Pupkov Andrey Savenkov1 Denis Shemelin Alexey Vassilchenko Sergey Alexandrov Dmitriy Dudarev Alexander Koreshkov Yevgeniy Koreshkov Andrey Ogorodnikov Andrey Pchelyakov Fedor Polishchuk Andrey Samokhvalov Konstantin Shafranov Andrey Troshchinskiy Dmitriy Upper | Masculino | SWE Suécia D 2-7         | 5 (Gr. B)      | Não avançou       | Não avançou       | Não avançou       | Não avançou |
| Vitaliy Yeremeyev Vitaly Kolesnik Kirill Zinovyev Vladimir Antipin Artyom Argokov Yevgeniy Blokhin1 Alexey Koledayev Oleg Kovalenko Yevgeniy Pupkov Andrey Savenkov1 Denis Shemelin Alexey Vassilchenko Sergey Alexandrov Dmitriy Dudarev Alexander Koreshkov Yevgeniy Koreshkov Andrey Ogorodnikov Andrey Pchelyakov Fedor Polishchuk Andrey Samokhvalov Konstantin Shafranov Andrey Troshchinskiy Dmitriy Upper | Masculino | USA Estados Unidos D 1-4 | 5 (Gr. B)      | Não avançou       | Não avançou       | Não avançou       | Não avançou |
| Vitaliy Yeremeyev Vitaly Kolesnik Kirill Zinovyev Vladimir Antipin Artyom Argokov Yevgeniy Blokhin1 Alexey Koledayev Oleg Kovalenko Yevgeniy Pupkov Andrey Savenkov1 Denis Shemelin Alexey Vassilchenko Sergey Alexandrov Dmitriy Dudarev Alexander Koreshkov Yevgeniy Koreshkov Andrey Ogorodnikov Andrey Pchelyakov Fedor Polishchuk Andrey Samokhvalov Konstantin Shafranov Andrey Troshchinskiy Dmitriy Upper | Masculino | RUS Rússia D 0-1         | 5 (Gr. B)      | Não avançou       | Não avançou       | Não avançou       | Não avançou |
| Vitaliy Yeremeyev Vitaly Kolesnik Kirill Zinovyev Vladimir Antipin Artyom Argokov Yevgeniy Blokhin1 Alexey Koledayev Oleg Kovalenko Yevgeniy Pupkov Andrey Savenkov1 Denis Shemelin Alexey Vassilchenko Sergey Alexandrov Dmitriy Dudarev Alexander Koreshkov Yevgeniy Koreshkov Andrey Ogorodnikov Andrey Pchelyakov Fedor Polishchuk Andrey Samokhvalov Konstantin Shafranov Andrey Troshchinskiy Dmitriy Upper | Masculino | SVK Eslováquia D 1-2     | 5 (Gr. B)      | Não avançou       | Não avançou       | Não avançou       | Não avançou |
| Vitaliy Yeremeyev Vitaly Kolesnik Kirill Zinovyev Vladimir Antipin Artyom Argokov Yevgeniy Blokhin1 Alexey Koledayev Oleg Kovalenko Yevgeniy Pupkov Andrey Savenkov1 Denis Shemelin Alexey Vassilchenko Sergey Alexandrov Dmitriy Dudarev Alexander Koreshkov Yevgeniy Koreshkov Andrey Ogorodnikov Andrey Pchelyakov Fedor Polishchuk Andrey Samokhvalov Konstantin Shafranov Andrey Troshchinskiy Dmitriy Upper | Masculino | LAT Letônia V 5-2        | 5 (Gr. B)      | Não avançou       | Não avançou       | Não avançou       | Não avançou |

### Patinação de velocidade
Individual
| Atleta            | Evento           | 1ª corrida | 1ª corrida | 2ª corrida | 2ª corrida | Final   | Final |
| Atleta            | Evento           | Tempo      | Pos.       | Tempo      | Pos.       | Tempo   | Pos.  |
| ----------------- | ---------------- | ---------- | ---------- | ---------- | ---------- | ------- | ----- |
| Dmitry Babenko    | 5000 m masculino |            |            |            |            | 6:42.25 | 23    |
| Aleksey Belyayev  | 1500 m masculino |            |            |            |            | 1:52.20 | 39    |
| Nataliya Rybakova | 3000 m feminino  |            |            |            |            | 4:38.76 | 28    |
| Aleksandr Zhigin  | 500 m masculino  | 36.88      | 35         | 36.92      | 36         | 1:13.80 | 34    |
| Aleksandr Zhigin  | 1000 m masculino |            |            |            |            | 1:12.36 | 36    |

### Salto de esqui
| Atleta                                                       | Evento                  | Preliminar | Preliminar | 1ª rodada   | 1ª rodada   | Final       | Final       | Final |
| Atleta                                                       | Evento                  | Pontos     | Pos.       | Pontos      | Pos.        | Pontos      | Total       | Pos.  |
| ------------------------------------------------------------ | ----------------------- | ---------- | ---------- | ----------- | ----------- | ----------- | ----------- | ----- |
| Ivan Karaulov                                                | Pista normal individual | 109.0      | 26 Q       | 102.0       | 46          | Não avançou | Não avançou | 46    |
| Ivan Karaulov                                                | Pista longa individual  | 92.1       | 15 Q       | 68.9        | 46          | Não avançou | Não avançou | 46    |
| Nikolay Karpenko                                             | Pista normal individual | DSQ        | DSQ        | DSQ         | DSQ         | DSQ         | DSQ         | DSQ   |
| Nikolay Karpenko                                             | Pista longa individual  | 84.6       | 25 Q       | 65.2        | 48          | Não avançou | Não avançou | 48    |
| Alexey Korolev                                               | Pista normal individual | 86.5       | 48         | Não avançou | Não avançou | Não avançou | Não avançou | 48    |
| Alexey Korolev                                               | Pista longa individual  | 63.5       | 41         | Não avançou | Não avançou | Não avançou | Não avançou | 41    |
| Radik Zhaparov                                               | Pista normal individual | 110.0      | 25 Q       | 115.0       | 28 Q        | 112.0       | 227.0       | 26    |
| Radik Zhaparov                                               | Pista longa individual  | 86.7       | 21 Q       | 95.7        | 31          | Não avançou | Não avançou | 31    |
| Ivan Karaulov Nikolay Karpenko Alexey Korolev Radik Zhaparov | Pista longa por equipes |            |            | 322.2       | 12          | Não avançou | Não avançou | 12    |

Legenda
| Recorde mundial      | Recorde mundial (World record)               |                       | Recorde africano                      | Recorde africano (African) |                                           | Q | Classificado por posição (Qualified) |
| Recorde olímpico     | Recorde olímpico (Olympic record)            | Recorde da América    | Recorde da América (Americas)         | q                          | Classificado por melhor tempo (Qualified) |   |                                      |
| Melhor marca do ano  | Melhor marca do ano (World leading)          | Recorde asiático      | Recorde asiático (Asian)              | DNS                        | Não largou (Did not start)                |   |                                      |
| Recorde nacional     | Recorde nacional (National record)           | Recorde europeu       | Recorde europeu (European)            | DNF                        | Não terminou (Did not finish)             |   |                                      |
| Recorde pessoal      | Recorde pessoal do atleta (Personal best)    | Recorde da Oceania    | Recorde da Oceania (Oceania)          | DSQ / DQ                   | Desclassificado (Disqualified)            |   |                                      |
| Recorde da temporada | Recorde da temporada do atleta (Season best) | Recorde sul-americano | Recorde sul-americano (South America) | NM                         | Sem marca (No mark)                       |   |                                      |